# Dichelachne hirtella
Dichelachne hirtella är en gräsart som beskrevs av Neville Grant Walsh. Dichelachne hirtella ingår i släktet Dichelachne och familjen gräs. Inga underarter finns listade i Catalogue of Life.